# Distretto di Talensi-Nabdam
Il distretto di Talensi-Nabdama (ufficialmente Talensi-Nabdam District, in inglese) era un distretto della Regione Nordorientale del Ghana.
Soppresso nel 2012 il suo territorio è stato diviso nei distretti di Talensi (capoluogo: Tongo) e Nabdam (capoluogo: Nangodi). 